# Cold Springs (condado de El Dorado)
Cold Springs es un lugar designado por el censo ubicado en el condado de El Dorado en el estado estadounidense de California. En el año 2010 tenía una población de 446 habitantes.

## Geografía
Cold Springs se encuentra ubicado en las coordenadas 38°44′53″N 120°52′47″O / 38.74806, -120.87972.